# カール・マイクスナー
カール・マイクスナー（Karl Meixner、1903年2月13日 - 1976年12月29日）はオーストリアの俳優。

## 出演作品
- 怪人マブゼ博士